# Edward Henry Busk
Sir Edward Henry Busk (* 10. Februar 1844; † 4. November 1926) war von 1905 bis 1907 Vizekanzler der University of London.

## Leben
Er wurde an der University College School in Hampstead, London, ausgebildet. Anschließend besuchte er das University College London (BA, first class, 1863; MA, 1864) und anschließend das Manchester New College (jetzt Harris Manchester College, Oxford) (LLB, first class, 1866).

## Karriere
Busk war von 1866 bis 1899 als Anwalt tätig. Von 1905 bis 1907 war er Vizekanzler der University of London, Chairman of Convocation und Fellow der Universität sowie des University College in London. Er war auch Mitglied des Verwaltungsrates des Imperial College of Science and Technology, Vorsitzender des Stadtrates und Guilds of London Institute (1925), Vorsitzender der Central Foundation Schools of London und Vorsitzender des Verwaltungsrats der Gresham's School zwischen 1900 und 1925, bis er aus gesundheitlichen Gründen zurücktrat.
Er gehörte zu den neuen Rittern, die in der Liste der Neujahrsauszeichnungen von 1901 angekündigt wurden, und wurde am 9. Februar 1901 von König Edward VII. im Marlborough House zum Ritter geschlagen. Seine Frau Marian Busk war eine  Botanikerin, eine der ersten Absolventinnen des Queen's College, London, und eine der ersten weiblichen Stipendiaten der Linnean Society of London.
Er starb am 4. November 1926 im Alter von 82 Jahren und wurde auf dem Checkendon Churchyard in Oxfordshire beigesetzt.